# Sam DeCavalcante
Simone Rizzo „Sam“ DeCavalcante (* 3. März 1912; † 7. Februar 1997 in USA), auch bekannt als „Sam the Plumber“, war ein Mobster der La Cosa Nostra und fast zwei Jahrzehnte offizieller Boss der nach ihm benannten DeCavalcante-Familie (DeCavalcante Crime Family). 
Seinen Spitznamen erhielt er aufgrund dessen, dass er als legale Fassade ein Sanitär-Versorgungsunternehmen besaß. Man nannte ihn aber auch „The Count“ (Der Graf).

## Leben
DeCavalcante betrieb illegales Glücksspiel, Kreditwucherei und Schutzgelderpressung in New Jersey. Er selbst hatte seinen Wohnsitz in Lawrenceville (Georgia), doch er führte den Großteil seiner Geschäfte in Newark (New Jersey). Als legale Fassade besaß er ein Sanitär-Versorgungsunternehmen in Kenilworth (New Jersey).
Die Verbrecher-Organisation von New Jersey, die von der Mafia-Kommission nicht als eigenständige Familie anerkannt war, wurde bis 1964 von Nicholas „Nick“ Delmore (geb. Amoruso)  geleitet. 
Dieser verstarb im Jahr 1964 und sein Neffe Sam DeCavalcante wurde neuer Chef der von nun an als offiziell eigenständig anerkannten „DeCavalcante-Familie“. 
Von 1961 bis 1965 war DeCavalcante Gegenstand einer FBI-Untersuchung, die als „Goodfella Tapes“ bekannt wurde. 
Die Untersuchung wurde ins Leben gerufen, da der Pentito Joe Valachi das Gesetz der Omertà brach und als Informant intime Details über die La Cosa Nostra und auch die Existenz der Mafia-Kommission preisgab. 
Zwischen 1964 und 1969 verdoppelte DeCavalcante die Anzahl der Familienmitglieder und befehligte während dieser Zeit circa 60 Mafiosi. 
Viel Respekt genoss er durch seinen Platz in der berüchtigten Kommission des National Crime Syndicates. 
Im Jahr 1969 wurde er der Erpressung und Verschwörung zum organisierten Verbrechen für schuldig befunden und zu 15 Jahren Haft verurteilt. 
1976 wurde er aus dem Gefängnis entlassen, zog in eine Hochhaus-Eigentumswohnung in Florida und zog sich teilweise aus dem Familiengeschäft zurück. 
In dieser Zeit ernannte er Giovanni Riggi zum amtierenden Boss. Offiziell trat DeCavalcante Anfang der 1980er Jahre zurück und überließ Giovanni „John the Eagle“ Riggi die Führung. 
Nichtsdestotrotz ging das FBI davon aus, dass er bis in die frühen 1990er noch immer stiller Berater der Familie war. 
Am 7. Februar 1997 starb DeCavalcante eines natürlichen Todes in Miami (Florida). 
Bestattet wurde er auf dem Green-Wood-Friedhof in Trenton (New Jersey).